# Karlis Neretnieks
Karlis Neretnieks, född 20 oktober 1949 i Mölndal, är en svensk officer (generalmajor).

## Biografi
Neretnieks är son till civilingenjör Karlis Nikolajs Volkmar Neretnieks och hans hustru Ida Sofia Sisenis (båda från Lettland). Neretnieks blev fänrik 1971 i pansartrupperna vid Södermanlands regemente  (P 10). År 1972 befordrades han till löjtnant, 1974 till kapten, 1982 till major, 1988 till överstelöjtnant, 1993 till överste, 1997 till överste av 1:a graden och 1998 till generalmajor.
Åren 1978–1979 genomgick han en stabsofficerskurs vid Hærens Stabsskole i Oslo. År 1983 tjänstgjorde han vid Generalstaben och Försvarsstaben. År 1984 tjänstgjorde han vid Södermanlands regemente. Åren 1985–1987 var han chef för Arméstabens taktikavdelning. År 1988 var han 
bataljonschef vid Södermanlands regemente. År 1992–1993 var han chef för Gotlands regemente (P 18). År 1994 chef för Gotlands regemente och Gotlandsbrigaden (MekB 18). Åren 1994–1997 var han chef för SWEDINT. Åren 1997–1998 var han operationsledare vid Mellersta militärområdesstaben. År 1998 utsågs han till rektor för Försvarshögskolan. Han stannade på rektorsposten till 2002 och var därefter åren 2002–2004 totalförsvarsrådgivare till Central- och Östeuropa vid Försvarsdepartementet.
Neretnieks är ledamot av Kungliga Krigsvetenskapsakademien sedan 1989.